# Saint-Christ-Briost
Saint-Christ-Briost – miejscowość i gmina we Francji, w regionie Hauts-de-France, w departamencie Somma.
Według danych na rok 2011 gminę zamieszkiwały 473 osoby, a gęstość zaludnienia wynosiła 60 osób/km² (wśród 2293 gmin Pikardii Saint-Christ-Briost plasuje się na 605. miejscu pod względem liczby ludności, natomiast pod względem powierzchni na miejscu 624.).